# Hariharpur (Saptari)
Hariharpur (nep. हरिहरपुर) – gaun wikas samiti we wschodniej części Nepalu w strefie Sagarmatha w dystrykcie Saptari. Według nepalskiego spisu powszechnego z 2001 roku liczył on 789 gospodarstw domowych i 4598 mieszkańców (2255 kobiet i 2343 mężczyzn).